# Lądowisko Tarnów-Szpital
Lądowisko Tarnów-Szpital – lądowisko sanitarne w Tarnowie, w województwie małopolskim, położone przy ul. Lwowskiej 178 A. Przeznaczone jest do wykonywania startów i lądowań śmigłowców sanitarnych i ratowniczych o dopuszczalnej masie startowej do 5700 kg w dzień i w nocy.
Zarządzającym lądowiskiem jest Szpital Wojewódzki im. Świętego Łukasza w Tarnowie. W 1994 roku zostało wpisane do ewidencji lądowisk Urzędu Lotnictwa Cywilnego pod numerem 27
W 2011 roku lądowisko zostało zmodernizowane.